# Puchar Świata w kolarstwie przełajowym 2008/2009
Puchar Świata w kolarstwie przełajowym w sezonie 2008/2009 to 16. edycja tej imprezy. Organizowany przez UCI, obejmował dziewięć zawodów dla mężczyzn oraz osiem dla kobiet. Pierwszy wyścig odbył się 19 października 2008 roku w belgijskim Kalmthout, a ostatni 25 stycznia 2009 roku we włoskim Mediolanie. 
Po czterech latach przerwy w tym sezonie powrócono do prowadzenia klasyfikacji generalnej. W tym sezonie triumfowali: Belg Sven Nys wśród mężczyzn oraz Niemka Hanka Kupfernagel wśród kobiet.

## Wyniki

### Mężczyźni
| Lp | Miejscowość    | Data                 | 1. miejsce      | 2. miejsce          | 3. miejsce      |
| -- | -------------- | -------------------- | --------------- | ------------------- | --------------- |
| 1. | Kalmthout      | 19 października 2008 | Sven Nys        | Niels Albert        | Kevin Pauwels   |
| 2. | Tábor          | 26 października 2008 | Niels Albert    | Zdeněk Štybar       | Martin Bína     |
| 3. | Pijnacker      | 9 listopada 2008     | Lars Boom       | Niels Albert        | Sven Nys        |
| 4. | Koksijde       | 29 listopada 2008    | Erwin Vervecken | Sven Nys            | Zdeněk Štybar   |
| 5. | Igorre         | 7 grudnia 2008       | Sven Nys        | Klaas Vantornout    | Erwin Vervecken |
| 6. | Nommay         | 21 grudnia 2008      | Lars Boom       | Sven Nys            | Bart Wellens    |
| 7. | Heusden-Zolder | 26 grudnia 2008      | Thijs Al        | Sven Vanthourenhout | Kevin Pauwels   |
| 8. | Roubaix        | 18 stycznia 2009     | Erwin Vervecken | Zdeněk Štybar       | Sven Nys        |
| 9. | Mediolan       | 25 stycznia 2009     | Sven Nys        | Lars Boom           | Zdeněk Štybar   |

### Kobiety
| Lp | Miejscowość    | Data                 | 1. miejsce           | 2. miejsce        | 3. miejsce           |
| -- | -------------- | -------------------- | -------------------- | ----------------- | -------------------- |
| 1. | Kalmthout      | 19 października 2008 | Daphny van den Brand | Hanka Kupfernagel | Pavla Havlíková      |
| 2. | Tábor          | 26 października 2008 | Hanka Kupfernagel    | Maryline Salvetat | Pavla Havlíková      |
| 3. | Pijnacker      | 9 listopada 2008     | Hanka Kupfernagel    | Katie Compton     | Kateřina Nash        |
| 4. | Koksijde       | 29 listopada 2008    | Katie Compton        | Hanka Kupfernagel | Daphny van den Brand |
| 5. | Nommay         | 21 grudnia 2008      | Katie Compton        | Hanka Kupfernagel | Georgia Gould        |
| 6. | Heusden-Zolder | 26 grudnia 2008      | Marianne Vos         | Hanka Kupfernagel | Daphny van den Brand |
| 7. | Roubaix        | 18 stycznia 2009     | Katie Compton        | Hanka Kupfernagel | Daphny van den Brand |
| 8. | Mediolan       | 25 stycznia 2009     | Daphny van den Brand | Hanka Kupfernagel | Maryline Salvetat    |

## Klasyfikacja generalna
| Lp. | Zawodnik            | Punkty |
| --- | ------------------- | ------ |
| 1.  | Sven Nys            | 620    |
| 2.  | Bart Wellens        | 502    |
| 3.  | Zdeněk Štybar       | 497    |
| 4.  | Kevin Pauwels       | 472    |
| 5.  | Lars Boom           | 426    |
| 6.  | Thijs Al            | 402    |
| 7.  | Erwin Vervecken     | 400    |
| 8.  | Sven Vanthourenhout | 386    |
| 9.  | Niels Albert        | 375    |
| 10. | Klaas Vantornout    | 373    |

| Lp. | Zawodniczka              | Punkty |
| --- | ------------------------ | ------ |
| 1.  | Hanka Kupfernagel        | 420    |
| 2.  | Daphny van den Brand     | 365    |
| 3.  | Katie Compton            | 270    |
| 4.  | Maryline Salvetat        | 244    |
| 5.  | Christel Ferrier-Bruneau | 235    |
| 6.  | Pavla Havlíková          | 229    |
| 7.  | Helen Wyman              | 206    |
| 8.  | Sanne van Paassen        | 195    |
| 9.  | Saskia Elemans           | 180    |
| 10. | Nadia Triquet-Claude     | 163    |